# برش‌نگاری نوترونی
برش‌نگاری نوترونی (انگلیسی: Neutron tomography) نوعی سی‌تی اسکن است که در آن از جذب نوترون‌های تابیده شده از یک منبع نوترون، برای فراکافت و بررسی سه‌بعدی یک نمونه بهره‌جویی می‌شود.

## سازوکار
در این روش، از سه تصویر دوبعدی در ساخت تصویر سه بعدی استفاده می‌شود. تفکیک‌پذیری این روش، در میان ۲۰۰ تا ۵۰۰ میکرومتر است که از سی‌تی اسکن پرتو ایکس کمتر است، اما برای نمونه‌های دارای کنتراست پایین مناسب‌تر است.